# Хорология
Хорология (на латински: horologium – „час“; (на гръцки: ὥρα) hṓra „час; време“, –o– и наставка –logy; буквално „изучаване на времето“) – съвкупност от науки за измерване на времето. В частност и като най-използван, терминът се отнася до изследването на механичните устройства за измерване на времето, както в професионален контекст (часовникарство) и любителски (хоби, свързани с часовници, включително събиране на антикварни часовници).